# Вулиця Алчевської (Львів)
Ву́лиця Алче́вської — вулиця в Шевченківському районі міста Львова, в місцевості Голоско. Пролягає від вулиці Варшавської до залізничної колії, а наприкінці вулиця сполучається з вулицею Василя Мови утворюючи з нею замкнуту дугу.

## Історія
Вулиця виникла не пізніше 1927 року в межах передміського села Голоско та мала назву Всіх святих. У 1950 році отримала назву вулиця Раскової, на честь радянської льотчиці Марини Раскової. Сучасну назву вулиця отримала у 1992 році, на пошану Христини Алчевської (1841–1920), української письменниці та педагога.
Вулиця забудована приватними садибами 1930-х років (стиль — конструктивізм).

## Культові споруди

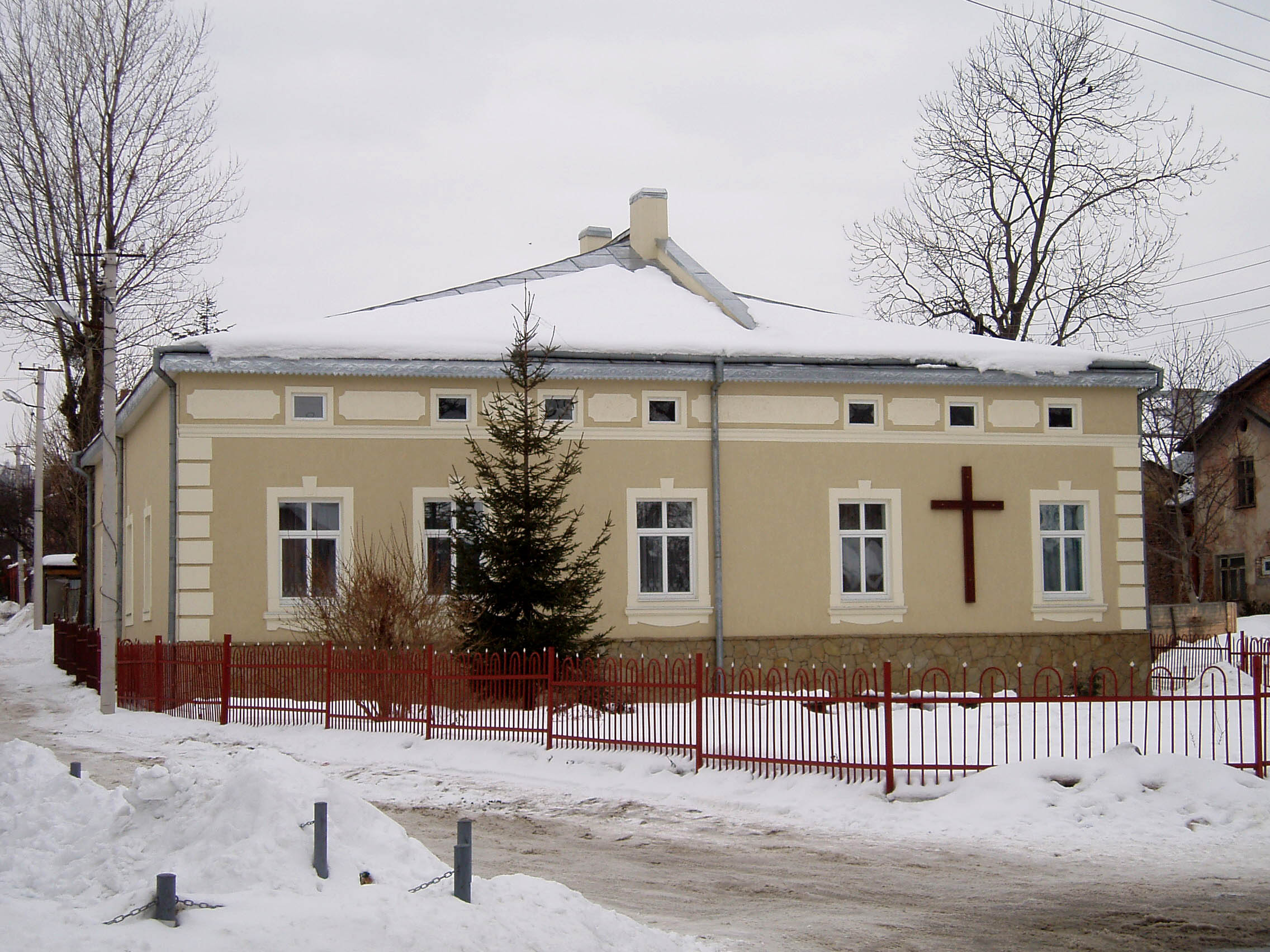
Дім молитви церкви ЄХБ «Віфанія»

У будинку № 2 міститься Дім молитви церкви ЄХБ «Віфанія» (пастор Щербюк В. Я.).